# The International Tussler Society
The International Tussler Society è un gruppo country rock originario di Trondheim (Norvegia), formatori nel 1993.
Il gruppo nasce come progetto alternativo ai Motorpsycho, che decisero di incidere un album country quando il batterista del gruppo norvegese, Håkon Gebhardt, comprò un banjo. In breve la formazione si è avvalsa di nuovi elementi e la band ha pubblicato il suo primo album, divenuto subito una rarità per via delle pochissime copie distribuite.
In seguito il gruppo si è sviluppato indipendentemente dai Motorpsycho e attualmente, nonostante l'ampio lasso di tempo che intercorre fra le pubblicazioni della band, gli International Tussler Society possono essere considerati in modo del tutto indipendente dai Motorpsycho. Il loro stile è influenzato dai veterani del country rock e del southern rock, come The Byrds, The Grateful Dead, The International Submarine Band, The Band, The Allman Brothers Band, Neil Young e The Flying Burrito Brothers. Come i Grateful Dead e gli Allman Brothers Band, dal 2003 gli International Tussler Society hanno due batteristi (Håkon Gebhardt e Even Grånas) e sono famosi nel loro ambiente per la durata dei loro concerti, che durante il tour del 2004 sono arrivati a durare circa tre ore.
Al giorno d'oggi gli I.T.S. si avvalgono si una discografia molto limitata (solo due album, pubblicati a distanza di dieci anni), ma godono di una discreta quantità di fan in Europa.

## Discografia
- The Tussler - Original Motion Picture Soundtrack (1994, ridistribuito nel 1996 e nel 2003)
- Motorpsycho presents The International Tussler Society (2004).

## Membri
- Barry "Space" Hillien (Lars Lien): voce, tastiere
- Kjell "K.K." Karlsen: pedal steel guitar, occasionalmente voce
- Duellin' Flint Gebhardt (Håkon Gebhardt): banjo
- Chickenshakin' Lolly Hanks Jr. (Morten Fagervik): batteria
- Snakebite Ryan (Hans Magnus Ryan): chitarre, voce
- Charlie Bob Bent (Bent Sæther): basso, chitarre, occasionalmente voce
- Ringo "Fire" Karlsen AKA The Kid (Even Grånas): batteria (dal 2003)